# Circuit de Cremona
Le circuit de Crémona est une piste de course à revêtement dur de 3,768 km utilisée pour les courses automobiles près de San Martino del Lago, en Lombardie, en Italie,. Le circuit a été inauguré le 7 juillet 2011 sous le nom de Circuito di San Martino del Lago jusqu'en 2015. Le circuit avait à l'origine une longueur de 3,450 km. Après certaines rénovations, il a été étendu à 3,702 km en janvier-avril 2021, d'après les plans du concepteur de circuits italien Jarno Zaffelli,.

## Championnat du monde de Superbike

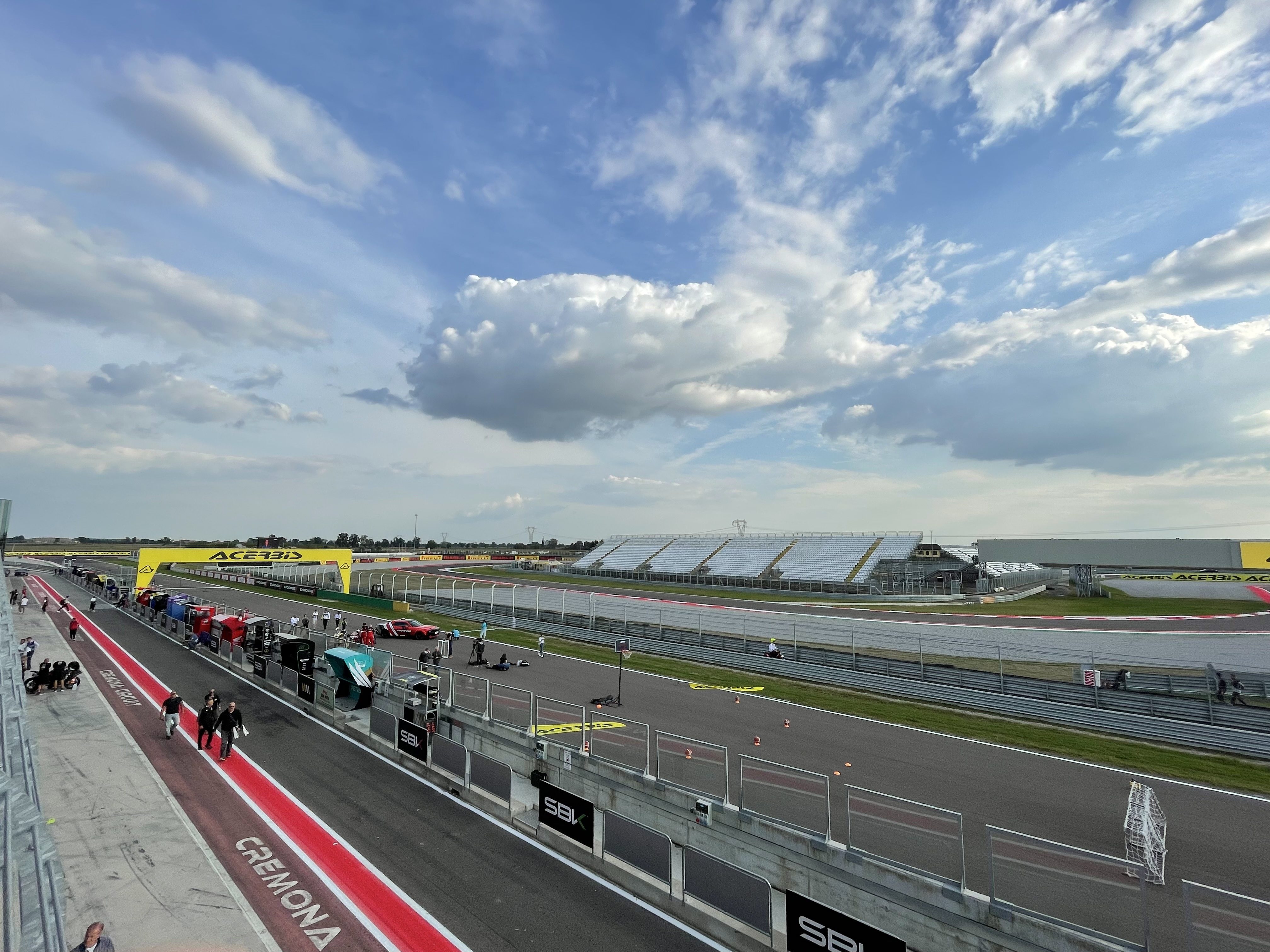
Finish line of the Cremona Circuit.

Le 26 octobre 2023, il a été annoncé que le circuit entrerait dans le calendrier du championnat du monde de Superbike en 2024 avec un contrat de cinq ans,. La piste a été refaite et étendue de 3,702 à 3,768 km (2,300 à 2,341 mi), et une nouvelle tribune a été construite.

## Événements
Actuels
- Mai: Superbike World Championship, Supersport World Championship, Championnat du monde Féminin de Moto

Anciens
- Alpe Adria International Motorcycle Championship (2021–2022)

## Résultats

### World SuperBike
| Saison | Pole position | Meilleur Tour       | Meilleur Tour | Vainqueur       | Vainqueur       | Constructeur |
| Saison | Pole position | Course 1            | Course 2      | Course 1        | Course 2        |              |
| ------ | ------------- | ------------------- | ------------- | --------------- | --------------- | ------------ |
| 2024   | Nicolò Bulega | Andrea Iannone      | Nicolò Bulega | Danilo Petrucci | Danilo Petrucci | Ducati       |
| 2025   | Nicolò Bulega | Toprak Razgatlioglu | Nicolò Bulega | Nicolò Bulega   | Nicolò Bulega   | Ducati       |

### Championnat du monde de Supersport
| Saison | Pole position       | Meilleur Tour  | Meilleur Tour | Vainqueur      | Vainqueur     | Constructeur | Constructeur |
| Saison | Pole position       | Course 1       | Course 2      | Course 1       | Course 2      | Course 1     | Course 2     |
| ------ | ------------------- | -------------- | ------------- | -------------- | ------------- | ------------ | ------------ |
| 2024   | Adrián Huertas      | Adrián Huertas | Yari Montella | Adrián Huertas | Stefano Manzi | Ducati       | Yamaha       |
| 2025   | Federico Caricasulo | Tom Booth-Amos | Lucas Mahias  | Stefano Manzi  | Stefano Manzi | Yamaha       | Yamaha       |

### Championnat du monde Féminin de Moto
| Saison | Pole position | Meilleur Tour    | Meilleur Tour    | Vainqueur        | Vainqueur     | Constructeur | Constructeur |
| Saison | Pole position | Course 1         | Course 2         | Course 1         | Course 2      | Course 1     | Course 2     |
| ------ | ------------- | ---------------- | ---------------- | ---------------- | ------------- | ------------ | ------------ |
| 2024   | María Herrera | Roberta Ponziani | Ana Carrasco     | María Herrera    | Ana Carrasco  | Forward      | Yamaha       |
| 2025   | María Herrera | Roberta Ponziani | Roberta Ponziani | Roberta Ponziani | María Herrera | Forward      | Forward      |

## Records du tour
En mai 2025, les records officiels du tour le plus rapide sur le circuit de Crémone sont les suivants :
| Championnat                           | Temps                                 | Pilote                                | Vehicle                               |
| Full Circuit: 3.768 km (2024–present) | Full Circuit: 3.768 km (2024–present) | Full Circuit: 3.768 km (2024–present) | Full Circuit: 3.768 km (2024–present) |
| ------------------------------------- | ------------------------------------- | ------------------------------------- | ------------------------------------- |
| World SBK                             | 1:27.980                              | Nicolò Bulega                         | Ducati Panigale V4 R                  |
| World SSP                             | 1:32.001                              | Lucas Mahias                          | Yamaha YZF-R9 (de)                    |
| World WCR                             | 1:40.005                              | Roberta Ponziani (it)                 | Yamaha YZF-R7                         |
| Full Circuit: 3.702 km (2021–2023)    |                                       |                                       |                                       |
| Superbike                             | 1:32.434                              | Fabrizio Perotti                      | Aprilia RSV4                          |
| Supersport                            | 1:34.227                              | Luca Ottaviani (de)                   | Yamaha YZF-R6                         |
| Supersport 300                        | 1:43.547                              | Oliver König (de)                     | Kawasaki Ninja 400                    |